# Gaugino
Na física de partículas, um gaugino é uma s-partícula hipotética do campo de gauge, como predita pela teoria de gauge combinada com a supersimetria.

## Tipos de gauginos
Segundo a extensão mínima da supersimetria do modelo padrão os seguintes gauginos existem:
- Gluino (
g͂
 ) é a s-partículas dos glúons e possuem carga de cor;
- Wino (
W͂±
 ) é a s-partículas do bóson W;
- Bino (gaugino) é a s-partícula do campo de gauge que corresponde à hipercarga fraca;
- Zino é a s-partículas do bóson Z;
- Fotino (gaugino) é a s-partículas do fóton.

Também se especula que caso realmente exista uma teoria unificadora do modelo padrão e da gravidade, então deve existir uma s-partícula para o graviton, o gravitino.
Gauginos se misturam com higgsinos, a s-partícula do campo de Higgs, para formar combinações lineares chamados neutralinos (eletricamente neutros) e charginos (eletricamente carregados). Em diversos modelos o neutralino mais leve, muitas vezes chamado de fotino, é estável. Neste caso será uma partícula massiva que interage fracamente e uma candidata para a matéria escura.